# Centemopsis myurus
Centemopsis myurus är en amarantväxtart som beskrevs av Karl Suessenguth. Centemopsis myurus ingår i släktet Centemopsis och familjen amarantväxter. Inga underarter finns listade i Catalogue of Life.